# Éva Serrano
Éva Serrano est une gymnaste française née le 22 avril 1978, à Nîmes.

## Biographie
Éva Serrano commence la gymnastique rythmique à l'âge de sept ans au Rythmique Club de Nîmes. Elle devient membre de l'équipe de France en 1991 et gagne son premier titre de championne de France en 1993. Par la suite, Éva Serrano a été sacrée sept fois championne de France.
Elle gravit les échelons de la gymnastique rythmique mondiale et, en 1994, termine septième aux mondiaux de 1994 qui se déroulent à Paris en participant à toutes les finales, une première pour la GR française internationale. 
Aux Jeux olympiques d'Atlanta, en 1996, elle termine sixième du concours général, meilleure gymnaste de l'Europe de l'Ouest. Puis, elle intègre alors le centre d'Orléans en septembre. La gymnaste reprend l'entraînement avec Dina Atanassova, son entraîneur bulgare qui l'a suivie à Orléans, et Snejana Mladenova. 
C'est aux Championnats d'Europe en 1997, à Patras qu'elle glane ses premières médailles européennes : deux médailles d'argent, l'une à la corde, l'autre au ruban. Lors des championnats du monde de 1997 de Berlin en Allemagne, Éva Serrano gagne deux médailles de bronze, l'une au ruban, l'autre au cerceau. Ces récompenses firent d'elle la première médaillée française européenne et mondiale de gymnastique rythmique de l'histoire de la GR française. Elle termine sixième au concours général. Elle a donc le meilleur palmarès français à ce jour inégalé.  
L'année suivante, aux championnats d'Europe de Porto, elle gagne encore deux médailles : l'argent aux massues et le bronze au cerceau. Elle obtient également la quatrième place au concours général. Aux Championnats d'Europe, qui se déroulent à Budapest en 1999, elle obtient la médaille de bronze au concours général et au ruban. Elle décroche une quatrième place au concours général aux Championnats du Monde à Osaka.
En l'an 2000, elle obtient un titre de Championne d'Europe au cerceau, une seconde place au ruban et une participation aux Jeux olympiques de Sydney où elle prendra la cinquième place du concours général.
Elle s’est retirée de la compétition en décembre de cette même année. Après sa carrière, elle est responsable de la formation des cadres pour la fédération française de gymnastique.
Aux Jeux Olympiques de Tokyo 2020 (se déroulant en été 2021), elle fait partie des juges notant les athlètes de Gymnastique Rythmique, notamment pour l'épreuve du Ruban le 8 août 2021.

## Palmarès

### Championnats du monde
- Berlin 1997
  -  médaille de bronze au ruban
  -  médaille de bronze au cerceau

### Championnats universitaires
- Gymnastique à l'Universiade d'été de 1997 (en)
  -  Médaille d'or au cerceau
  -  médaille de bronze à la corde

### Championnats d'Europe
- Patras 1997
  -  médaille d'argent au ruban
  -  médaille d'argent à la corde

- Porto 1998
  -  médaille d'argent aux massues
  -  médaille de bronze au cerceau
- Budapest 1999
  -  médaille de bronze au concours général
  -  médaille de bronze au ruban
- Saragosse 2000
  -  Médaille d’or au cerceau
  -  Médaille d’argent ruban

### Championnats de France
- 7 fois championne de France du concours général de 1993 à 2000 (20 titres)